# Ogólnopolski Komitet Grunwaldzki
Ogólnopolski Komitet Grunwaldzki – instytucja powołana w 1986 roku przez Radę Krajową PRON. 

## Charakterystyka
Celem Komitetu było propagowanie tradycji oręża polskiego i krzewienie pamięci o bitwie pod Grunwaldem. 
Przewodniczącym Komitetu został członek Biura Politycznego KC PZPR, zastępca przewodniczącego Rady Państwa PRL Kazimierz Barcikowski. 
W skład Ogólnopolskiego Komitetu Grunwaldzkiego weszli wysocy rangą przedstawiciele PZPR, ZSL, Stronnictwa Demokratycznego, organizacji katolickich, związków twórczych, organizacji kombatanckich i społecznych, wojska, przedstawiciele nauki i kultury.

## Członkowie
W skład Komitetu wchodzili m.in.: gen. dyw. Zbigniew Blechman, rzeźbiarz prof. Bronisław Chromy, prof. Antoni Czubiński, kompozytor Henryk Debich, malarz Wiesław Garboliński, prof. Józef Andrzej Gierowski, prof. Witold Hensel, prof. Henryk Jabłoński, malarz Władysław Jackiewicz, pisarz Kazimierz Korkozowicz, minister prof. Aleksander Krawczuk, prof. Jarema Maciszewski, prof. Czesław Madajczyk, rzeźbiarz Edmund Majkowski, prof. Władysław Markiewicz, minister Joanna Michałowska-Gumowska, aktor Stanisław Mikulski, minister Benon Miśkiewicz, prof. Andrzej Nadolski, prof. Jerzy Ochmański, gen. dyw. pil. Roman Paszkowski, dziennikarz Marian Podkowiński, wojewoda Sergiusz Rubczewski, dyrygent Robert Satanowski, gen. armii Florian Siwicki, gen. dyw. Tadeusz Szaciłło, Jerzy Szmajdziński, prof. Janusz Tazbir, naczelnik ZHP Ryszard Wosiński, prof. Wiktor Zin, pisarz Wojciech Żukrowski, prof. Kazimierz Żygulski. 